# 亞洲運動會緬甸代表團
緬甸是亞洲奧林匹克理事會東南亞區成員，自1951年亞運會創辦以來一直參加至今。緬甸奧林匹克委員會成立於1947年，同年得到國際奧林匹克委員會的承認，是緬甸的國家奧林匹克委員會。
緬甸是1949年2月13日在新德里成立的亞運會聯合會的首批五個創始成員國之一；該組織於1981年11月26日解散，並由亞洲奧林匹克理事會取代。